# San Juan Bautista Coixtlahuaca
San Juan Bautista Coixtlahuaca è un comune del Messico, situato nello stato di Oaxaca.